# Tony Sparano
Anthony Joseph Sparano III, dit Tony Sparano, né le 7 octobre 1961 à West Haven (Connecticut) et mort le 22 juillet 2018 à Eden Prairie (Minnesota), est un entraîneur américain de football américain.
Il a été l'entraîneur principal des Dolphins de Miami de 2008 à 2011 et des Raiders d'Oakland, par intérim, en 2014.

## Biographie

### Jeunesse
Tony Sparano étudie pendant quatre ans (de 1981 à 1984) à l'université de New Haven et joue au football américain comme centre pour son équipe des Chargers évoluant en Division II de la NCAA.

### Carrière d'entraîneur

#### Débuts en NCAA
Tony Sparano commence sa carrière d'entraîneur à son université, devenant en 1984 l'entraîneur de la ligne offensive de New Haven. Il occupe ce poste pendant quatre saisons avant de signer à l'université de Boston où il occupe le même poste avant d'être promu coordinateur offensif en 1990. En 1994, il revient à New Haven après avoir accepté le poste d'entraîneur principal de l'équipe. Lors des cinq saisons où il est l'entraîneur, il emmène New Haven à deux reprises aux éliminatoires. En 1997, les Chargers sont la meilleure attaque de la deuxième division avec une moyenne de 42,8 points par match et deuxième meilleure défense avec 11,6 points encaissés en moyenne par match. Néanmoins, Sparano et ses joueurs s'inclinent lors du match de championnat de Division II contre l'université du Colorado à Denver.

#### Arrivée en NFL

##### Difficultés à s'imposer
En 1999, Chris Palmer (en), nouvel entraîneur principal des Browns de Cleveland, engage Tony Sparano dans son équipe d'entraîneurs comme contrôleur de la qualité offensive. L'année suivante, il est promu entraîneur de la ligne offensive avant d'être viré après la saison 2000. En 2001, il fait partie du personnel d'entraîneurs de Marty Schottenheimer des Redskins de Washington, comme entraîneur des tight ends, mais il ne reste qu'une saison à ce poste après le renvoi de Schottenheimer. Il retrouve du travail, la saison suivante, chez les Jaguars de Jacksonville sous les ordres de l'entraîneur principal Tom Coughlin, toujours comme entraîneur des tight ends. 
En 2003, le nouvel entraîneur principal des Cowboys de Dallas, Bill Parcells, le nomme comme entraîneur des tight ends avant de devenir, après deux saisons, entraîneur de la ligne offensive. En 2007, il est promu assistant de l'entraîneur principal Wade Phillips.

##### Entraîneur principal
Après avoir viré Cam Cameron (en) ayant fait une saison catastrophique avec les Dolphins de Miami (1 victoire et 15 défaites), la franchise de Floride fait signer Tony Sparano comme entraîneur principal pour une durée de quatre ans, le 16 janvier 2008. Il construit sa nouvelle équipe d'entraîneurs en engageant Dan Henning (en) comme coordinateur offensif et Mike Nolan (en) comme coordinateur défensif.
Pour sa première saison à cette fonction, il fait relever la tête aux Dolphins avec un bilan de 11 victoires et 5 défaites, et Miami remporte le titre de la division AFC Est, permettant à la franchise de disputer ces premiers play-offs depuis sept ans. Néanmoins, Miami perd lors du tour préliminaire contre les Ravens de Baltimore. En 2009, Miami finit la saison avec un bilan de 7 victoires et 9 défaites, finissant troisième de la AFC Est ainsi qu'en 2010. Après de nombreuses rumeurs, annonçant le remplacement de Sparano par Jim Harbaugh, son contrat est prolongé de deux ans.
Le 12 décembre 2011, il est renvoyé par les Dolphins après un bilan provisoire de 4 victoires et 9 défaites. Todd Bowles, entraîneur de la ligne secondaire, est désigné entraîneur principal par intérim.
Le 11 janvier 201, il est engagé comme coordinateur offensif des Jets de New York. Il est renvoyé le 7 janvier 2013 après une saison où l'attaque des Jets s'est révélée désastreuse, classée 30e des 32 équipes de la NFL.
Le 23 janvier 2013, Tony Sparano est engagé comme assistant de l'entraîneur principal ainsi qu'entraîneur de la ligne offensive des Raiders d'Oakland. La franchise espérait qu'il travaillerait de concert avec le nouveau coordinateur offensif Greg Olson (en) et l'entraîneur principal Dennis Allen (en) afin de restaurer le schéma de blocs d'angle désiré par leur vedette au poste de running back Darren McFadden après la décevante saison 2012. Après un départ avec 4 défaites consécutives, les Raiders nomment Sparano comme entraîneur principal par intérim le 30 septembre 2014 à la suite du renvoi de Dennis Allen. Sparano n'est pas reconduit à ce poste après la saison 2014.
Le 25 janvier 2015, les 49ers de San Francisco annoncent que Sparano sera leur nouvel entraîneur des tight ends sous les ordres de l'entraîneur principal Jim Tomsula (en).
Le 13 janvier 2016, les Vikings du Minnesota annoncent que Tony Sparano sera leur nouvel entraîneur de ligne offensive.

### Mort
Le 19 juillet 2018, Tony Sparano est admis à l'hôpital après s'être plaint de douleurs au niveau du thorax. Il en sort finalement le lendemain après avoir subi des tests, mais dans la matinée du 22 juillet 2018, l'épouse de Sparano le retrouve inconscient chez eux alors qu'ils se préparaient à partir pour l'église. Elle ne parvient pas à le ranimer et il meurt une heure plus tard à l'âge de 56 ans,.